# Oromocto River
Oromocto River är ett vattendrag i Kanada.   Det ligger i provinsen New Brunswick, i den sydöstra delen av landet, 700 km öster om huvudstaden Ottawa. Oromocto River ligger vid sjön Rush Lake.
I omgivningarna runt Oromocto River växer i huvudsak blandskog. Runt Oromocto River är det ganska tätbefolkat, med 120 invånare per kvadratkilometer.